# Дивенская (платформа)
Ди́венская — остановочный пункт в Гатчинском районе Ленинградской области на перегоне Строганово - Мшинская Лужского направления Октябрьской железной дороги. Расположен в центре посёлка Дивенский.
На платформе останавливаются все проходящие через неё пригородные электропоезда, за исключением некоторых поездов повышенной комфортности.
От платформы отправляются автобусы на посёлок Красный маяк и садоводства.

## История
Станция открыта в 1857 году. В 1888—1889 годах по проекту гражданского инженера И. Н. Виноградского построено паровозное здание. В 1917 году на станции Дивенская была возведена деревянная православная церковь во имя Тихвинской иконы Божией Матери. Снесена в 1940 году.

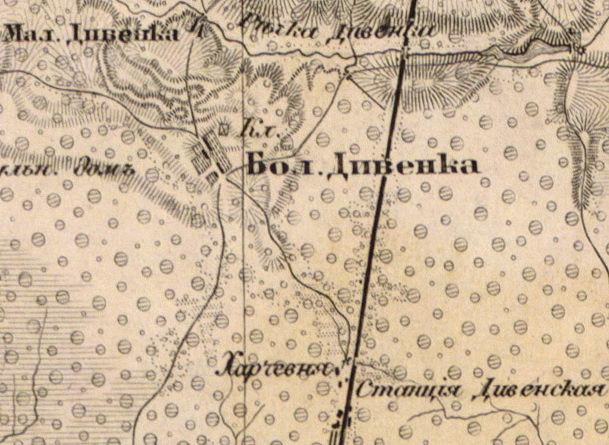
Станция Дивенская на карте 1863 года

До войны железнодорожная станция Дивенская являлась узловой станцией Варшавской железной дороги и железной дороги Будогощь — Чудово — Веймарн, строившейся как рокадная в 1936—1941 годах. На всём протяжении дороги (216 км) к июню 1941 года была построена земляная насыпь и все мостовые сооружения. Пути были точно уложены на участках Будогощь — Чудово, деревня Конечки — станция Дивенская и с западной стороны, примыкающей к станции Веймарн. На этих участках, по утверждениям местных жителей, в июне 1941 года ходили рабочие поезда. Севернее современной платформы Дивенская на спутниковых картах отчетливо видна просека под линию и развязку в сторону Чудово и в сторону Веймарна. Во время войны железная дорога на участке от деревни Конечки до станции Дивенская была разобрана немцами. После войны дорогу восстанавливать не стали.
Во время оккупации немецкими войсками были построены бетонная паровозная платформа для погрузки техники и водонапорная башня, сохранившиеся до сих пор. Освобождение Красной Армией состоялось 31 января 1944 года.
Станция электрифицирована в 1971 году в составе участка Сиверская — Луга-I напряжением 3,3 кВ постоянного тока. В том же году была сооружена высокая пассажирская островная платформа.
В 1986 году на участке от ст. Сиверская до ст. Луга-I в связи с увеличением пар электропоездов и пропускной способности был сооружен и электрифицирован напряжением 3,3 кВ постоянного тока второй путь и электрифицированы боковые пути станции Дивенская.
В 2005 году станция приобрела статус остановочного пункта. В настоящий момент все боковые пути, контактная подвеска боковых путей, стрелки и выходные/водные светофоры демонтированы.

## Фотогалерея

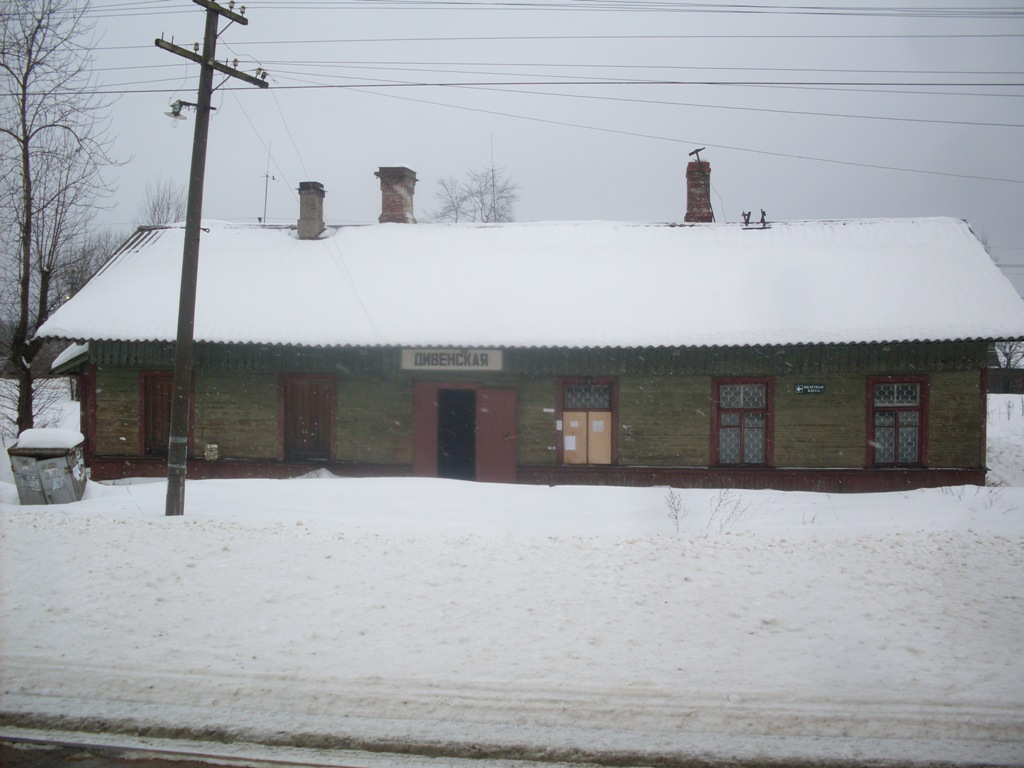
Кассовый зал
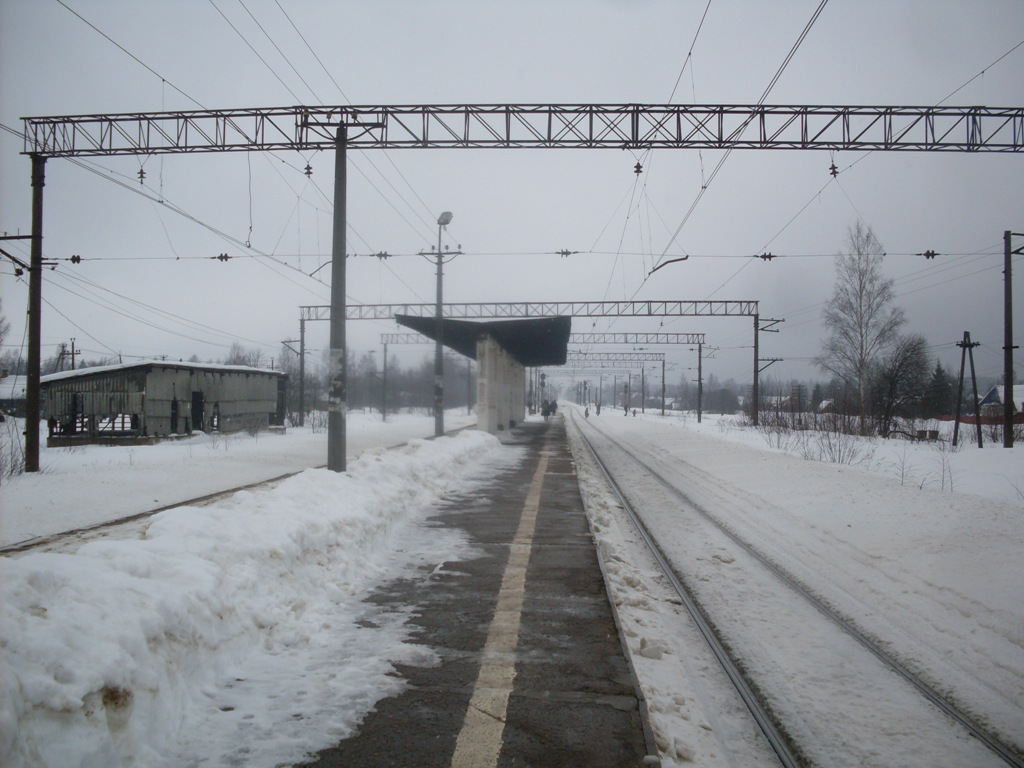
Платформа. Вид в северном направлении
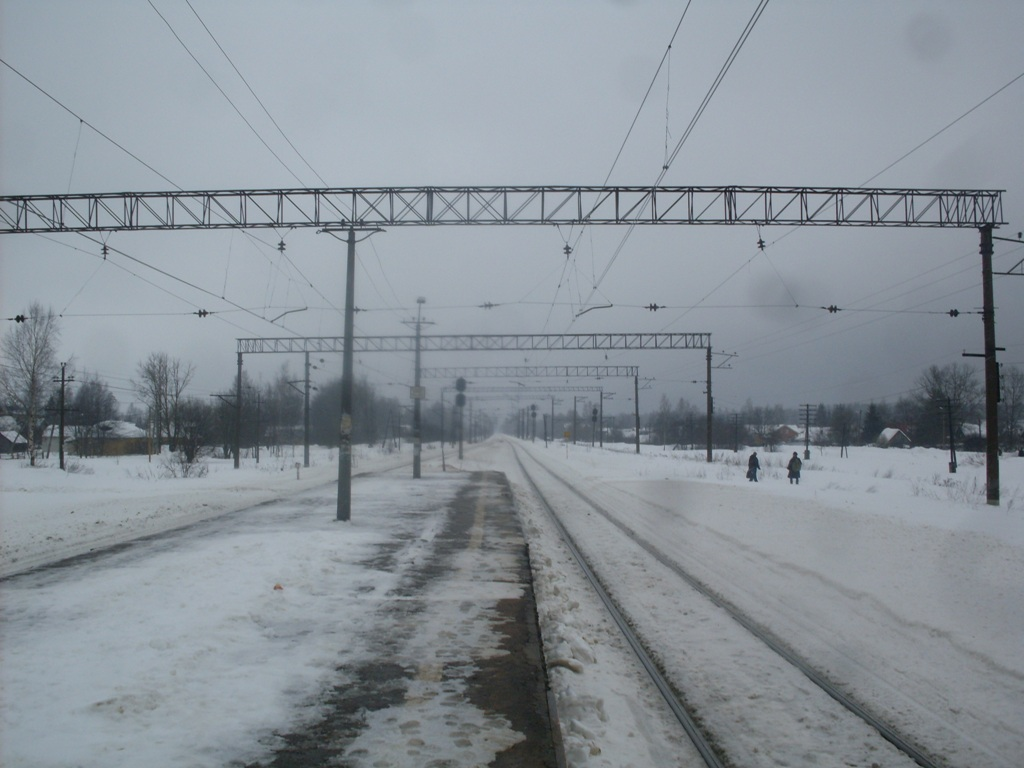
Вид с платформы на север
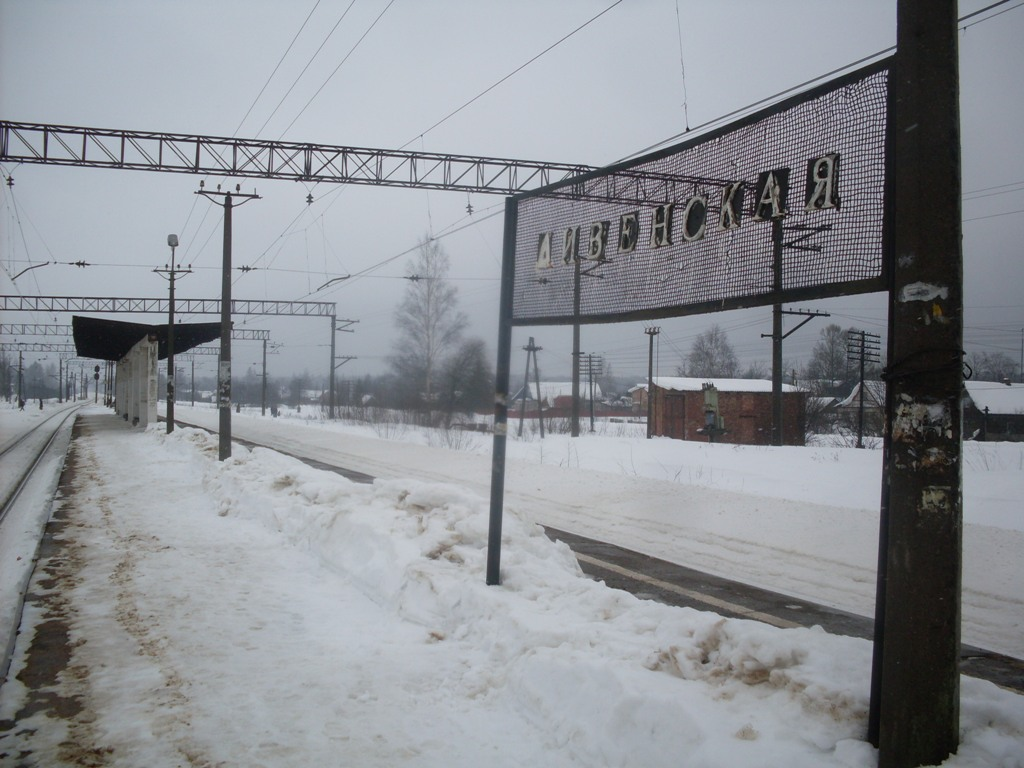
Старый указатель с названием станции